# Johann Anton Wilhelm von Carstenn

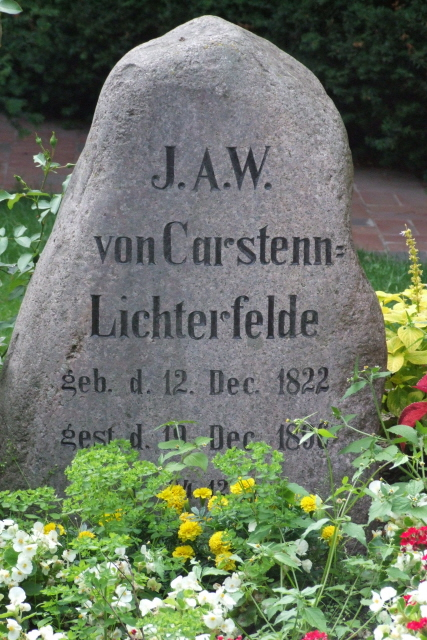
Das Ehrengrab
J. A. W. von Carstenn-Lichterfelde

Johann Anton Wilhelm von Carstenn-Lichterfelde (* 12. Dezember 1822 in Neverstaven, Holstein, als Johann Anton Wilhelm Carstenn; † 19. Dezember 1896 in Schöneberg bei Berlin) war ein deutscher Kaufmann, Immobilienunternehmer und Stadtentwickler. Er entwickelte in den 1850er Jahren die Villenkolonie Marienthal bei Hamburg sowie in den 1860er und 1870er Jahren Lichterfelde, Wilmersdorf und Friedenau bei Berlin. Die städtebauliche Carstenn-Figur ist nach ihm benannt.

## Leben

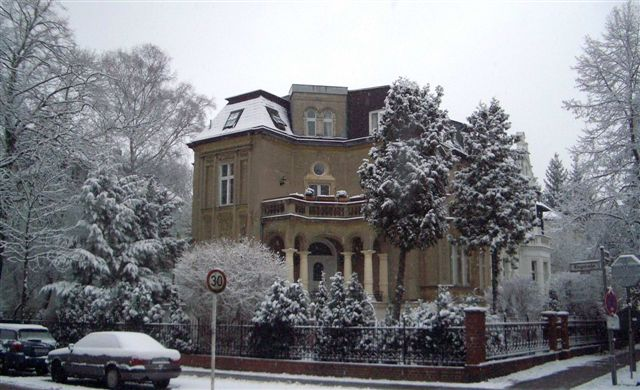
Villa am Kadettenweg Ecke Ringstraße in Lichterfelde West

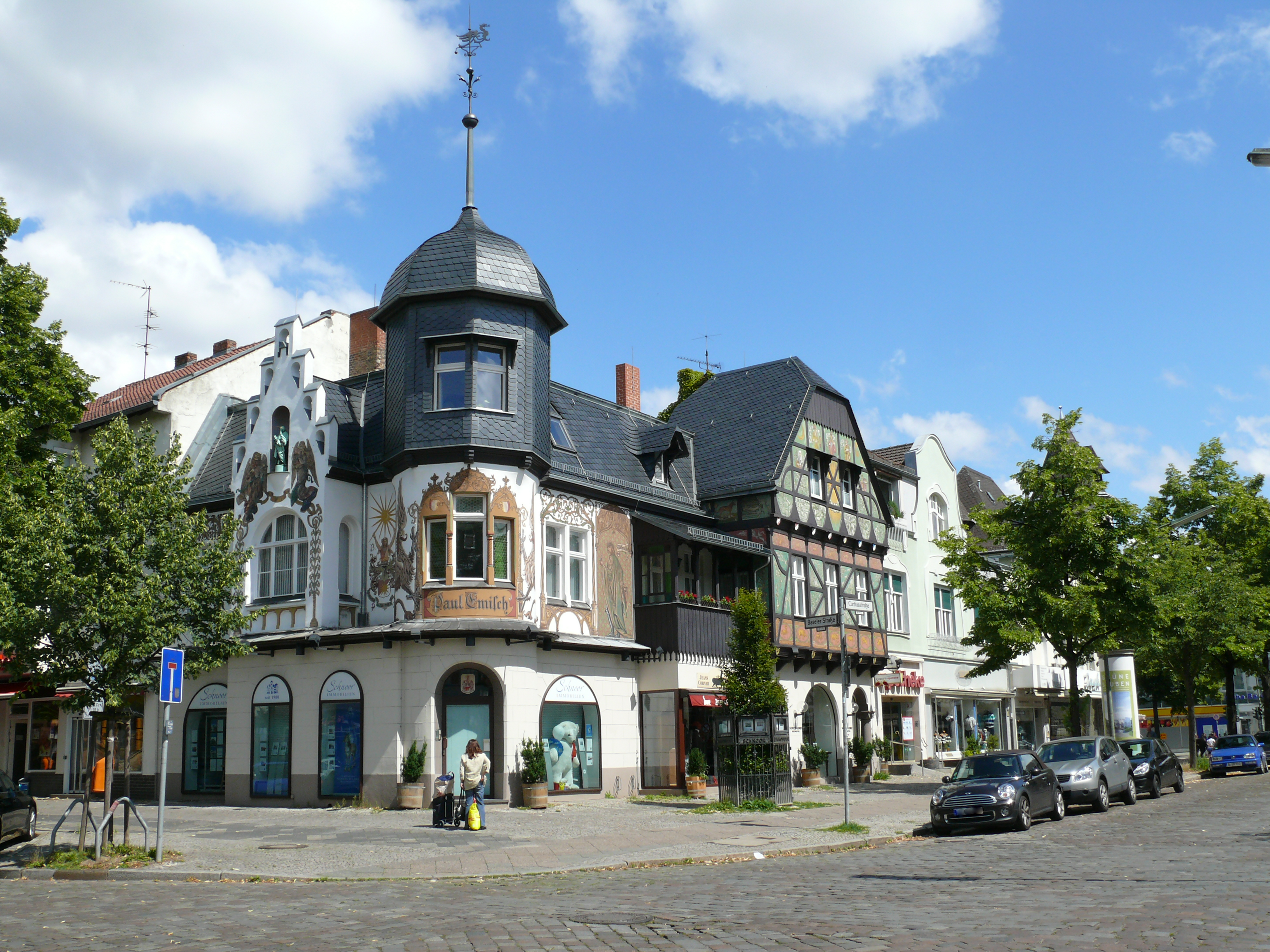
Curtius-/Baseler Straße: Haus von Paul Emisch (1873–1956) am Bahnhof in Lichterfelde West

Johann Anton Wilhelm Carstenn wurde als Sohn des Johann Wilhelm Carstenn, eines Gutspächters, und der Maria Magdalena, geb. Tieden, geboren.
Um 1853 heiratete er die am 20. Juli 1819 geborene Emilie Freydag († 1865). 1854 wurde seine erste Tochter Marie geboren. Mit seiner zweiten Frau Molly Sophia Charlotte, geb. von Buchwaldt (* 1842; † 1871), Tochter des Majors Karl von Buchwaldt, die Carstenn um 1871 heiratete, hatte er sechs weitere Kinder (Luise * 1872, Carl * 1874, Elisabeth * 1875, Leo * 1877, Molly * 1878 und Carola * 1880).
1854 erwarb er zusammen mit Johann Dittmer Koopmann den gräflichen Anteil des Adligen Gutes Wandsbek bei Hamburg für 230.400 dänische Taler (= 518.400 Mark deutscher Reichswährung) von Graf Ernst von Schimmelmann zu Ahrensburg. Er wandelte dieses Gebiet in eine Villenkolonie um, die im Jahre 1861 in Marienthal (nach seiner Tochter) benannt wurde. 1855 erwarb er von Johann Dittmer Koopmann den – vom Adligen Gut Tralau abgetrennten – Meierhof Neverstaven, seinen Geburtsort, verkaufte ihn aber bereits nach einem Jahr wieder.
Mitte des 19. Jahrhunderts brachte er die aus England stammende Idee der Villenkolonie nach Berlin. Für notwendige Erweiterungen der expandierenden Reichshauptstadt schlug er eine durchgehende Stadtlandschaft im Südwesten entlang der Bahnlinien zwischen Berlin und Potsdam vor, die aus einzelnen, in die Grün- und Wasserflächen des Grunewalds eingebetteten Wohngebieten bestehen sollte. Im Jahr 1865 erwarb Carstenn mit den Gewinnen aus Wandsbek die bei Berlin gelegenen Güter Lichterfelde und Giesensdorf, 1868 das Rittergut Deutsch-Wilmersdorf, bestehend aus dem Wilmersdorfer Oberfeld (später: Friedenau) und dem Teil des zum Rittergut gehörenden Hopfenbruchgeländes im Norden der Feldmark zwischen heutiger Lietzenburger Straße und Güntzelstraße, um darauf ausgedehnte Villenkolonien zu gründen. Für die beiden letztgenannten Villenorte entwickelte und verwirklichte er die nach ihm benannte Carstenn-Figur, eine symmetrische Anordnung von Straßen und Plätzen in Form einer städtebaulichen Struktur.
Im Jahr 1871 schenkte er dem preußischen Militärfiskus rund 20 Hektar Land in der von ihm mit großem Aufwand entwickelten Villenkolonie Lichterfelde zum Bau der Preußischen Haupt-Kadettenanstalt, die wegen Platzmangels aus Berlin ins Umland verlegt werden musste. Carstenn erhoffte sich dadurch eine weitere Steigerung der Attraktivität seiner Villenkolonien im Berliner Südwesten. Insbesondere Lichterfelde West entwickelte sich in der Folge zu einem bevorzugten Wohnort von Offizieren aus dem preußischen Adel. Anlässlich der Grundsteinlegung der Haupt-Kadettenanstalt am 1. September 1873 wurde Carstenn durch Kaiser Wilhelm I. der Adelstitel „von Carstenn-Lichterfelde“ verliehen. Carstenn hatte sich in diesem Zusammenhang auch zur Erschließung des Kasernengeländes und zur Herstellung eines Verkehrsanschlusses verpflichtet. Er konnte Siemens & Halske dafür gewinnen, im Mai 1881 die weltweit erste elektrische Straßenbahn zwischen dem Bahnhof Lichterfelde an der Anhalter Bahn (heute Bahnhof Lichterfelde Ost) und der Hauptkadettenanstalt einzurichten.
Wegen der umfangreichen finanziellen Verpflichtungen gegenüber dem preußischen Staat, die Carstenn im Zusammenhang mit Bau und Schenkung der Kadettenanstalt eingehen musste, und dem Börsenkrach von 1873 geriet der Unternehmer trotz des Erfolges seiner Villenkolonien in finanzielle Schwierigkeiten. Carstenn war gezwungen die schon parzellierten Grundstücke in Halensee, Lichterfelde und Wilmersdorf unter großen finanziellen Verlusten zu veräußern. Ab 1887 erhielt er eine jährliche Rente in Höhe von 43.000 Mark (kaufkraftbereinigt in heutiger Währung: rund 377.000 Euro), zusammen mit einer einmaligen Nachzahlung von 180.000 Mark als Ausgleich für seinen finanziellen Ruin. Die Zahlungen wurden nach seinem Tode eingestellt. 1896 starb Carstenn in der Maison de Santé, einer renommierten und wegen ihrer seinerzeit modernen Behandlungsmethoden vorbildhaften Anstalt für Nerven- und Geisteskranke im heutigen Berliner Ortsteil Schöneberg (Hauptstraße 16).

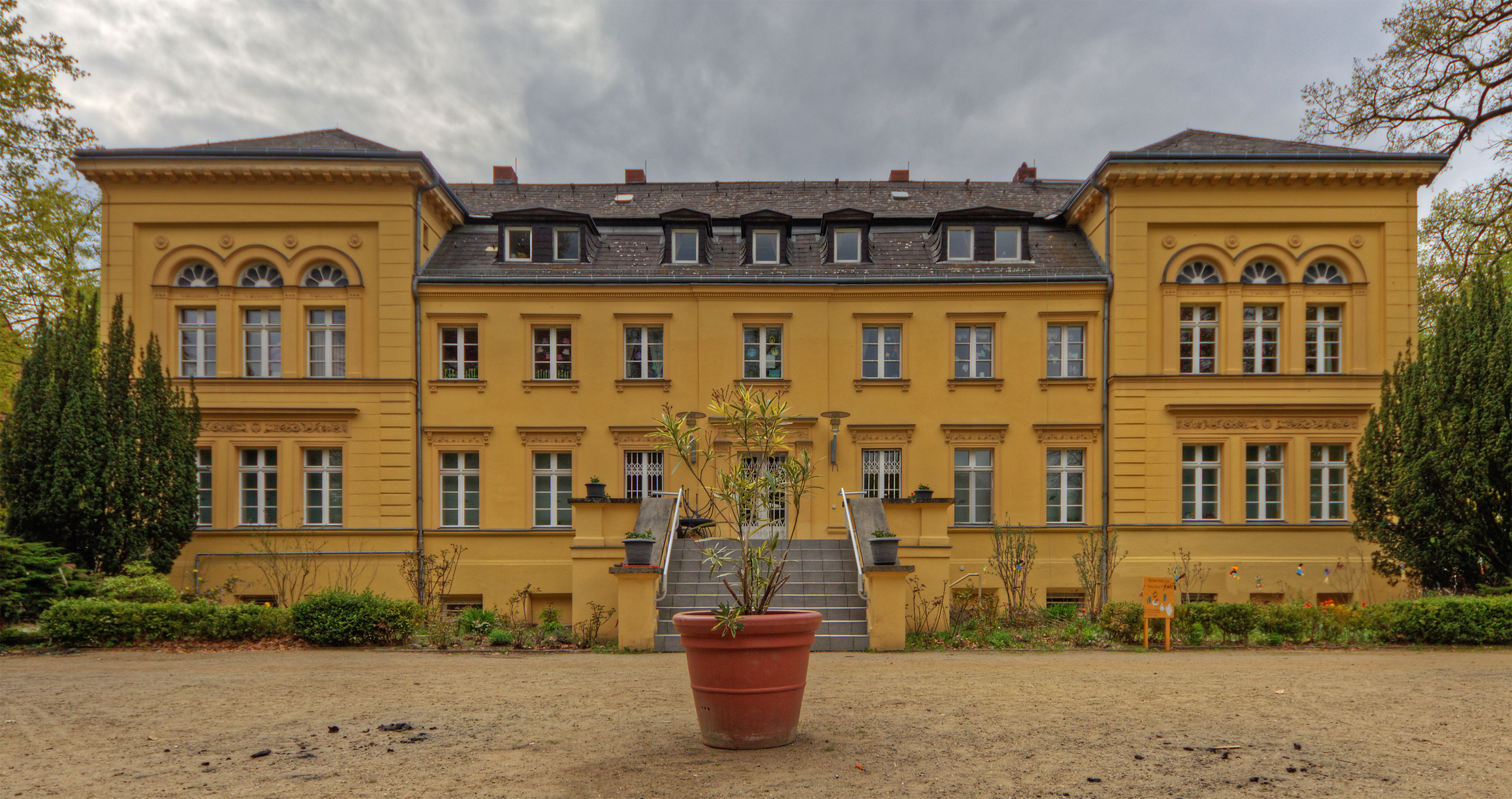
Gutshaus Lichterfelde, das sogenannte Carstenn-Schlösschen

Während die ursprüngliche Bebauung der Siedlungen in Friedenau und Wilmersdorf in weiten Teilen späterer Mietsbebauung zum Opfer fiel, ist die als exemplarisch geltende Kolonie Lichterfelde West bis heute weitgehend erhalten und kann besichtigt werden. Sein ehemaliges Gutshaus am Schlosspark Lichterfelde (Hindenburgdamm 28) wird Carstenn-Schlösschen genannt und für kulturelle Zwecke genutzt.

## Auszeichnungen

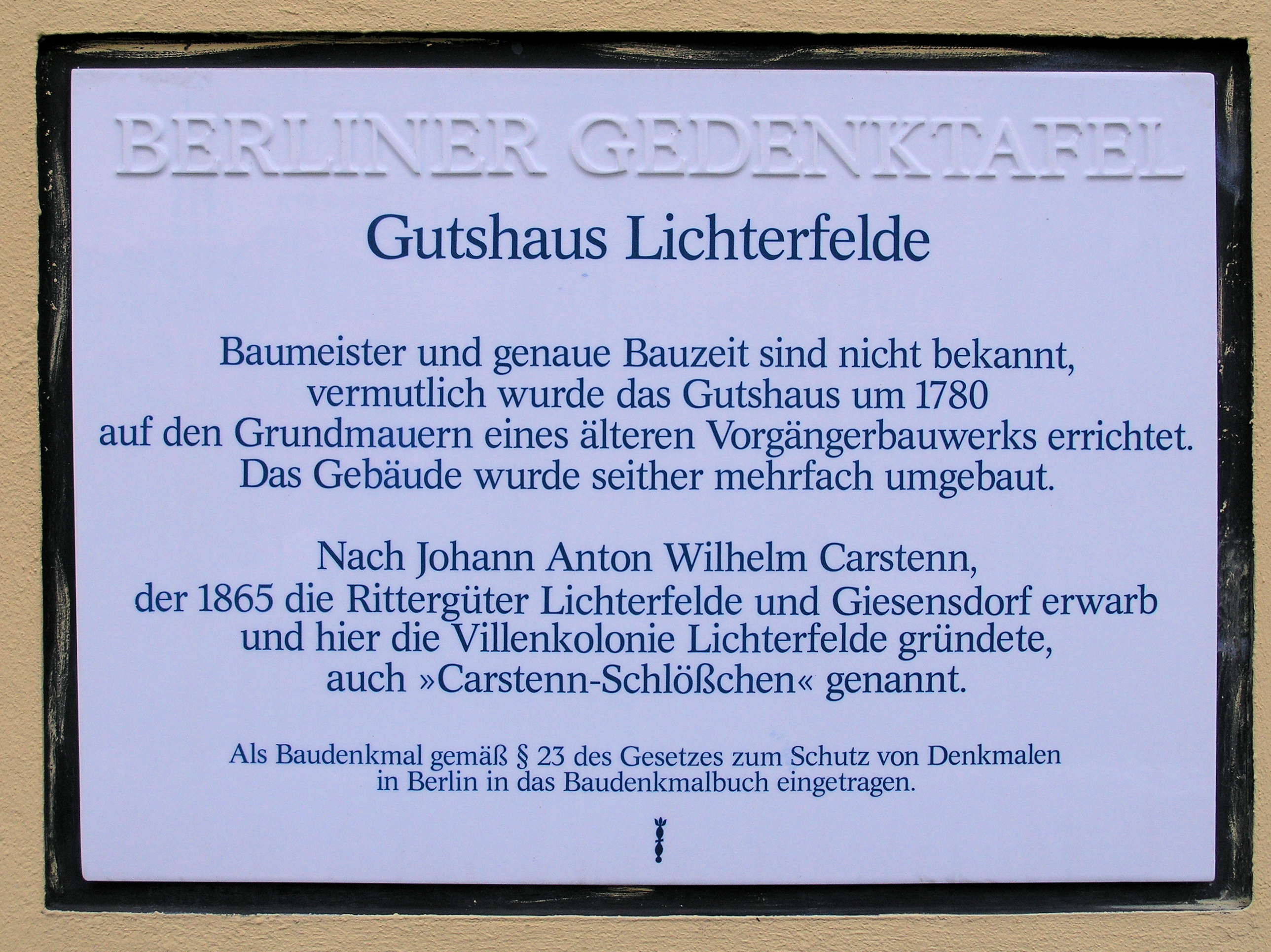
Berliner Gedenktafel am Haus Hindenburgdamm 28 in Berlin-Steglitz

- 1873 wurde er in den Adelsstand erhoben.[6]
- Von 1872 bis 1874 trug die Charlottenburger Straße im „Gründerviertel“ von Berlin-Weißensee seinen Namen.[7]
- Carstenn erhielt ein Ehrengrab der Stadt Berlin auf dem Alten Dorfkirchhof der Evangelischen Paulus-Kirchengemeinde Lichterfelde (Hindenburgdamm 101) in der Nähe seines ehemaligen Gutshauses.
- In Lichterfelde wurde nach ihm die Carstennstraße (1899)[8] und die Carstenn-Grundschule  (Bezirk Steglitz, bis 1983) benannt. Außerdem erhielt er 1989 eine Berliner Gedenktafel an seinem ehemaligen Gutshaus (Hindenburgdamm 28).